# William Brewer (Adliger, † 1232)
William Brewer (auch William de Briwere) († 1232) war ein englischer Adliger und königlicher Beamter.

## Herkunft und Dienst als Militär
William Brewer war der zweite Sohn des königlichen Beamten William Brewer und von dessen Frau Beatrice de Valle. Sein Vater gehörte zu den wichtigsten und mächtigsten Beamten während der Herrschaft von König Johann Ohneland und während der Minderjährigkeit von Heinrich III. Ihm war es gelungen, aus dem Ritterstand zum reichen Baron aufzusteigen und einen beträchtlichen Grundbesitz vor allem in Südwestengland aufzubauen. Als jüngerer Sohn diente William zunächst als Militär. 1197 gehörte er zum Heer von König Richard I. in Frankreich. Während des Kriegs von König Johann Ohneland gegen den französischen König Philipp II. geriet William in der Normandie in Gefangenschaft. Um das Lösegeld für seine Freilassung aufzubringen, lieh der englische König seinem Vater im Juni 1204 1000 Mark. Im Gegenzug sollte William jedes Jahr zwei Wochen lang im Schatzamt arbeiten. 1205 erhielt sein Vater vom König noch weitere 700 Mark für das Lösegeld.

## Erbe seines Vaters und Dienst als Beamter
Nach dem Tod seines älteren Bruders Richard 1215 wurde William Brewer der Jüngere der Haupterbe seines Vaters. Durch die Beziehungen seines Vaters konnte er Joan de Redvers, eine Tochter von William de Redvers, 5. Earl of Devon heiraten. Wie sein Vater machte er als Beamter im Dienst des Königs Karriere. 1219 wurde er Forstrichter, und 1223 war er Steuereinzieher in Northumberland und Cumberland. Von 1223 bis 1224 war er Sheriff von Northumberland und Verwalter von Newcastle, anschließend von 1224 bis Michaelis 1225 Sheriff von Devon. Um die Dominanz der Familie Brewer in Devon zu brechen, zahlten die Adligen aus Devon 200 Mark an den König. Dafür erhielten sie das Recht, für drei Jahre ihren Sheriff selbst zu wählen, worauf sie den Ritter William de Ralegh als Nachfolger von Brewer bestimmten. Nach dem Tod seines Vaters 1226 erbte Brewer den Großteil von dessen Besitzungen. Dafür zahlte er König Heinrich III. eine Gebühr in Höhe von 600 Mark. In den nächsten Jahren widmete er sich vor allem der Verwaltung seiner Besitzungen, doch er starb schon 1232. Nach seinem kinderlosen Tod wurden seine Besitzungen unter seinen fünf Schwestern bzw. deren Nachkommen aufgeteilt.